# Élections générales prince-édouardiennes de 2011
| 2007 2015                                              | 2007 2015                                        | 2007 2015                                        |
| Élections générales prince-édouardiennes de 2011       | Élections générales prince-édouardiennes de 2011 | Élections générales prince-édouardiennes de 2011 |
| ------------------------------------------------------ | ------------------------------------------------ | ------------------------------------------------ |
|                                                        |                                                  |                                                  |
| Robert Ghiz                                            | Olive Crane                                      |                                                  |
| Parti libéral                                          | Parti progressiste- conservateur                 |                                                  |
|                                                        |                                                  |                                                  |
| 38 308 voix                                            | 29 948 voix                                      |                                                  |
| 51,39 %                                                | 40,18 %                                          |                                                  |
|                                                        |                                                  |                                                  |
| 22                                                     | 5                                                |                                                  |
|                                                        |                                                  |                                                  |
|                                                        |                                                  |                                                  |
| Premier ministre sortant : Robert Ghiz (Parti libéral) |                                                  |                                                  |
| Premier ministre désigné: Robert Ghiz (Parti libéral)  |                                                  |                                                  |

La 64e élection générale prince-édouardienne se déroule le 3 octobre 2011 afin d'élire les 27 députés de la 64e Assemblée législative de la province de l'Île-du-Prince-Édouard (Canada).
Le gouvernement libéral de Robert Ghiz est réélu pour un deuxième gouvernement majoritaire, remportant un siège de moins qu'en 2007. Ghiz lui-même considérait que 18 sièges seraient un marqueur pour une forte majorité. Il en remporte 22.
Les soins de santé sont un thème important durant la campagne électorale, surtout dans les zones rurales.
Les progressistes-conservateurs gardent leur place d'opposition officielle, remportant cinq sièges.

## Chronologie
- 26 août 2007 : Dean Constable démissionne comme chef du NPD prince-édouardienne.
- Pat Binns démissionne comme chef du Parti progressiste-conservateur et annonce qu'il quittera son siège à l'Assemblée législative le 30 août 2007. Il est remplacé sur une base intérimaire par Olive Crane jusqu'à l'élection d'un nouveau chef en 2010.
- Novembre 2007 : James Rodd est élu chef du NPD prince-édouardien.
- Juin 2010 : Jim Bagnall remplace Olive Crane comme chef du Parti progressiste-conservateur sur une base intérimaire.
- 2 octobre 2010 : lors de l'élection du nouveau chef du Parti progressiste-conservateur de l'Île-du-Prince-Édouard, Olive Crane est élue et elle est la deuxième femme à être cheffe du parti après Pat Mella.

## Résultats du 3 octobre 2011
| Parti | Parti                     | Chef           | # de candidats | Sièges | Sièges      | Sièges | Sièges  | Voix   | Voix    | Voix    |
| ----- | ------------------------- | -------------- | -------------- | ------ | ----------- | ------ | ------- | ------ | ------- | ------- |
| Parti | Parti                     | Chef           | # de candidats | 2007   | Dissolution | Élus   | % Diff. | #      | %       | Diff.   |
|       | Libéraux                  | Robert Ghiz    | 27             | 23     | 24          | 22     | +1      | 38 304 | 51,39 % | -1,54 % |
|       | Progressiste-Conservateur | Olive Crane    | 27             | 4      | 2           | 5      | +1      | 29 948 | 40,18 % | -1,17 % |
|       | Vert                      | Sharon Labchuk | 22             | 0      | 0           | 0      | -       | 3 239  | 4,35 %  | +1,31 % |
|       | Néo-Démocrate             | James Rodd     | 14             | 0      | 0           | 0      | -       | 2 355  | 3,16 %  | +1,20 % |
|       | Parti de l'Île (en)       | Billy Can      | 12             | *      | 0           | 0      | -       | 682    | 0,91 %  | *       |
|       | Indépendant               |                | 1              | -      | -           | 0      | -       | 15     | 0,00    | -0,73 % |
|       | Vacant                    |                |                |        | 1           |        |         |        |         |         |
| Total | Total                     | Total          | 103            | 27     | 27          | 27     |         |        |         |         |

- Le Parti de l'Île n'a pas participé lors de l'élection de 2007.

## Sondages
| Compagnie                                     | Date            | Lien | Libéral | PC   | Vert | NPD |
| Corporate Research Associates                 | 24 août 2010    | PDF  | 61      | 30   | 2    | 6   |
| Corporate Research Associates                 | 31 mai 2010     | PDF  | 61      | 27   | 3    | 8   |
| Corporate Research Associates                 | 24 février 2010 | HTML | 64      | 26   | 4    | 6   |
| Corporate Research Associates                 | 3 décembre 2009 | HTML | 57      | 31   | 3    | 9   |
| Corporate Research Associates                 | Août 2009       | HTML | 62      | 27   | 5    | 6   |
| Corporate Research Associates                 | Mai 2009        | HTML | 57      | 32   | 4    | 7   |
| Corporate Research Associates                 | Février 2009    | HTML | 64      | 28   | 2    | 6   |
| Corporate Research Associates                 | Novembre 2008   | HTML | 55      | 31   | 5    | 8   |
| Corporate Research Associates                 | Août 2008       | HTML | 63      | 25   | 6    | 6   |
| Corporate Research Associates                 | Mai 2008        | HTML | 61      | 27   | 4    | 7   |
| Corporate Research Associates                 | Février 2008    | HTML | 68      | 34   | 4    | 6   |
| Corporate Research Associates                 | Novembre 2007   | HTML | 64      | 22   | 5    | 5   |
| Élection générale prince-édouardienne de 2007 | 28 mai 2007     | HTML | 52.9    | 41.4 | 3.0  | 1.9 |

## Candidats

### Candidats par circonscription
Légende
- gras indique un membre du conseil exécutif ou un chef de parti
- italique indique un candidat potentiel n'ayant pas reçu la nomination de son parti
- † indique un député sortant n'étant pas candidat

#### Cardigan
| Circonscription        | Candidats | Candidats                 | Candidats | Candidats     | Candidats | Candidats         | Député sortant      |
| ---------------------- | --------- | ------------------------- | --------- | ------------- | --------- | ----------------- | ------------------- |
| Circonscription        | Libéral   | Progressiste-conservateur | Vert      | Néo-démocrate | Insulaire | Indépendant/autre | Député sortant      |
| Belfast-Murray River   |           |                           |           |               |           |                   | Charlie McGeoghegan |
| Georgetown-St. Peters  |           |                           |           |               |           |                   | Vacant              |
| Montague-Kilmuir       |           |                           |           |               |           |                   | Jim Bagnall         |
| Morell-Mermaid         |           |                           |           |               |           |                   | Olive Crane         |
| Souris-Elmira          |           |                           |           |               |           |                   | Allan Campbell      |
| Stratford-Kinlock      |           |                           |           |               |           |                   | Cynthia Dunsford    |
| Vernon River-Stratford |           |                           |           |               |           |                   | Alan McIsaac        |

#### Malpèque
| Circonscription            | Candidats | Candidats                 | Candidats | Candidats     | Candidats | Candidats         | Député sortant   |
| -------------------------- | --------- | ------------------------- | --------- | ------------- | --------- | ----------------- | ---------------- |
| Circonscription            | Libéral   | Progressiste-conservateur | Vert      | Néo-démocrate | Insulaire | Indépendant/autre | Député sortant   |
| Borden-Kinkora             |           |                           |           |               |           |                   | George Webster   |
| Cornwall-Meadowbank        |           |                           |           |               |           |                   | Ron MacKinley    |
| Kellys Cross-Cumberland    |           |                           |           |               |           |                   | Valerie Docherty |
| Kensington-Malpeque        |           |                           |           |               |           |                   | Wes Sheridan     |
| Rustico-Emerald            |           |                           |           |               |           |                   | Carolyn Bertram  |
| Tracadie-Hillsborough Park |           |                           |           |               |           |                   | Buck Watts       |
| West Royalty-Springvale    |           |                           |           |               |           |                   | Bush Dumville    |
| York-Oyster Bed            |           |                           |           |               |           |                   | Robert Vessey    |

#### Charlottetown
| Circonscription             | Candidats | Candidats                 | Candidats      | Candidats     | Candidats | Candidats         | Député sortant  |
| --------------------------- | --------- | ------------------------- | -------------- | ------------- | --------- | ----------------- | --------------- |
| Circonscription             | Libéral   | Progressiste-conservateur | Vert           | Néo-démocrate | Insulaire | Indépendant/autre | Député sortant  |
| Charlottetown-Brighton      |           |                           |                |               |           |                   | Robert Ghiz     |
| Charlottetown-Lewis Point   |           |                           |                |               |           |                   | Kathleen Casey  |
| Charlottetown-Parkdale      |           |                           |                |               |           |                   | Doug Currie     |
| Charlottetown-Sherwood      |           |                           |                |               |           |                   | Robert Mitchell |
| Charlottetown-Victoria Park |           |                           | Sharon Labchuk |               |           |                   | Richard Brown   |

#### Egmont
| Circonscription         | Candidats | Candidats                 | Candidats | Candidats     | Candidats | Candidats         | Député sortant   |
| ----------------------- | --------- | ------------------------- | --------- | ------------- | --------- | ----------------- | ---------------- |
| Circonscription         | Libéral   | Progressiste-conservateur | Vert      | Néo-démocrate | Insulaire | Indépendant/autre | Député sortant   |
| Alberton-Roseville      |           |                           |           |               |           |                   | Pat Murphy       |
| Evangeline-Miscouche    |           |                           |           |               |           |                   | Sonny Gallant    |
| O'Leary-Inverness       |           |                           |           |               |           |                   | Robert Henderson |
| Summerside-St. Eleanors |           |                           |           |               |           |                   | Gerard Greenan   |
| Summerside-Wilmot       |           |                           |           |               |           |                   | Janice Sherry    |
| Tignish-Palmer Road     |           |                           |           |               |           |                   | Neil LeClair     |
| Tyne Valley-Linkletter  |           |                           |           |               |           |                   | Paula Biggar     |

## Changement parmi les députés

### Députés sortants ne présentant pas à la réélection
Les députés suivants ont annoncé ne pas vouloir présenter leur candidature. Ceux-ci siégeaient à l'Assemblée législative au moment du déclenchement des élections.
- Parti progressiste-conservateur de l'Île-du-Prince-Édouard: 
  - Michael Currie (démission le 28 mars 2011), Georgetown-St. Peters[2]
  - Jim Bagnall, Montague-Kilmuir

### Députés défaits
Voici la liste des députés qui se représentaient lors de l'élection, mais qui n'ont pas été réélus.
- Allan Campbell, Parti libéral de l'Île-du-Prince-Édouard, Souris-Elmira
- Cynthia Dunsford, Parti libéral de l'Île-du-Prince-Édouard, Stratford-Kinlock
- Neil LeClair, Parti libéral de l'Île-du-Prince-Édouard, Tignish-Palmer Road

### Nouveaux députés
Voici la liste des nouveaux députés qui font leur entrée à l'Assemblée législative à la suite de l'élection.
- Steven Myers, Parti progressiste-conservateur de l'Île-du-Prince-Édouard, Georgetown-St. Peters
- Allen Roach, Parti libéral de l'Île-du-Prince-Édouard, Montague-Kilmuir
- Colin LaVie, Parti progressiste-conservateur de l'Île-du-Prince-Édouard, Souris-Elmira
- James Aylward, Parti progressiste-conservateur de l'Île-du-Prince-Édouard, Stratford-Kinlock
- Hal Perry, Parti progressiste-conservateur de l'Île-du-Prince-Édouard, Tignish-Palmer Road

## Source
- (en) Cet article est partiellement ou en totalité issu de l’article de Wikipédia en anglais intitulé « Prince Edward Island general election, 2011 » (voir la liste des auteurs).